# Торфяной пожар
Торфяной пожар — особый вид пожара на природных территориях, при котором горит слой торфа. Торфяные пожары возникают и развиваются на торфяниках — болотах или бывших болотах, где в силу нехватки кислорода, вызванной избыточным увлажнением, остатки болотных растений не разлагались окончательно, а в течение многих тысячелетий или столетий накапливались в виде относительно однородной бурой массы — торфа.
Наиболее опасные торфяные пожары возникают на осушенных торфяниках — болотах, которые были осушены путём прокладки специальной сети осушительных каналов (дренажной сети) с целью добычи торфа, выращивания сельскохозяйственных культур или повышения продуктивности лесов. Опасность торфяных пожаров часто недооценивается как гражданами, так и органами власти и местного самоуправления, отвечающими за пожарную безопасность и защиту населения от чрезвычайных ситуаций. 
Важнейшей особенностью торфяных пожаров является то, что они разгораются и распространяются очень медленно, но могут продолжаться очень долго — в течение многих месяцев, а иногда даже в течение нескольких лет.
Торф не горит открытым огнём — он тлеет, выделяя большое количество дыма. Тление торфа может продолжаться даже зимой, поскольку очаги непосредственного тления оказываются прикрытыми от холода вышележащими слоями торфа или торфяной золы. Лишь тщательное перемешивание тлеющего торфа с большим количеством воды или снега способно остановить процесс тления.

## Причины торфяных пожаров

### Антропогенный фактор
Непосредственным источником возникновения торфяного пожара в подавляющем большинстве случаев является человек. В связи с тем, что тление торфа поначалу развивается медленно, от возникновения до обнаружения торфяного пожара часто проходит длительное время — поэтому причины и виновники торфяных пожаров часто остаются неизвестными. Однако, основные источники пожаров на торфяниках известны:
- палы сухой прошлогодней травы,
- оставленные без присмотра костры,
- брошенные спички и окурки,
- тлеющие пыжи из горючих материалов,
- искры из неисправных глушителей мотоциклов и автомобилей.[1][2][3][4]

### Самовозгорание торфа
Согласно О.С. Мисникову, доктору технических наук, самовозгорание залежей торфа — это миф. Самовозгореться может только добытый торф в штабеле, и то при стечении многих обстоятельств.

## Опасности торфяных пожаров

### Задымление
Торфяные пожары выделяют во много раз больше дыма в пересчете на единицу площади действующего пожара, чем другие виды пожаров. С учетом того, что торфяной пожар может действовать и активно дымить месяцами, количество выделяемого им дыма может в сотни и даже тысячи раз превышать количество дыма, выделяемого лесным пожаром сравнимой площади.
Торфяные пожары, образующие наибольшее количество дыма, с этой точки зрения представляют наибольшую опасность. При торфяных пожарах, как правило, таких мощных восходящих потоков не образуется, и значительная часть дыма остаётся в приземных слоях воздуха, формируя смог. Дым от крупных торфяных пожаров в концентрации, опасной для здоровья, может распространяться на расстояние до нескольких сотен километров.
Дым от природных пожаров крайне опасен для людей с заболеваниями сердечно-сосудистой системы и органов дыхания, его высокая концентрация может вести к увеличению смертности.

### Возникновение других пожаров
Летом торфяной пожар представляет собой постоянно тлеющий «фитиль», готовый привести к лесным и травяным пожарам на сопредельных территориях при наступлении сухой, жаркой и ветренной погоды.
На некоторых осушенных торфяниках есть дачные поселки, и торфяные пожары могут представлять для них чрезвычайную угрозу, связанную не только с дымом, но и непосредственно с огнём.

### Провалы людей и техники
Торфяные пожары создают опасность провала в прогоревший грунт (прогар) людей и техники, в связи с чем рекомендуется соблюдать осторожность и не находиться на выгоревшей территории.
Торф медленно прогорает на всю глубину залегания, которая может достигать 1.5-2 метров. Выгоревшие места опасны проваливанием в них участков дороги, домов, машин или людей. В них длительное время после выгорания сохраняется высокая температура, поэтому провалившийся в районе торфяного пожара человек погибает.
Торф может гореть под слоем песка, часто находясь и ниже уровня недавно появившейся воды. Площадь пожара может быть незначительной. Всего 2-3 квадратных метра, однако это не уменьшает опасности. Скорее усиливает ее, так как пожар не заметен и развивается под землей там где никаких явных признаков возгорания нет. Признаки торфяного пожара небольшой площади под слоем песчаной почвы: слабый запах горящего торфа, легкий дым из земли, заметный только при отсутствии ветра, проплешины грязного белого песка с желтой увядшей или обугленной растительностью, вокруг которых растительность хотя бы частично сохранила зеленый цвет. Попадание человека в такую проплешину фатально. Песок мгновенно проваливается, образуя воронку. Раскаленный песок за доли секунды вызывает сильнейший ожог. Выбраться из такой воронки, даже провалившись ниже пояса, достаточно сложно по причине отсутствия опоры.

### Падения деревьев с подгоревшими корнями
Внешне деревья над тлеющими торфяниками выглядят целыми, но из-за тления корней деревья начинают неожиданно падать, чаще всего верхушками к центру очага. Подгоревший сухостой, во избежание внезапного падения, рекомендуется спиливать или срубать.

## Профилактика торфяных пожаров

### Просвещение населения о причинах возникновения торфяных пожаров
О торфяных пожарах ходит много мифов, например, что торф самовозгорается, и его невозможно потушить.
Настоящая причина торфяных пожаров известна. Это человек, который зачастую действует неосторожно из-за незнания особенностей торфа как горючего материала. Разведённый на торфяной почве костёр или брошенный на осушенном торфянике непотушенный окурок почти гарантированно приведет к возникновению торфяного пожара.
Губительная традиция весенних поджогов травы также зачастую приводит к торфяным пожарам. Но начинающийся торфяной пожар крайне трудно обнаружить и зачастую, о нём становится известно уже летом, когда он начинает сильно дымить. Поэтому люди не связывают причину и следствие.
Если донести до людей информацию о вреде поджогов травы, о необходимости соблюдения правил пожарной безопасности на торфяных почвах и осушенных торфяниках, можно избежать возникновения новых пожаров.
В России торфяные пожары чаще всего происходят во Владимирской, Ивановской, Московской, Нижегородской и Рязанской областях.

### Противопожарные разрывы
Согласно Правилам пожарной безопасности в лесах Российской Федерации, которые были утверждены постановлением Совета Министров — Правительства РФ от 09 сентября 1993 № 886 на торфопредприятиях требуется установить противопожарный разрыв шириной 75-100 метров с водоподводящим каналом по внутреннему краю разрыва, с устранением растительности на полосе шириной 6 метров.

### Обводнение торфяников
Обводнение ранее осушенных торфяников способно предотвратить их дальнейшее возгорание. Заместитель директора Государственного гидрологического института Валерий Вуглинский предлагает ликвидировать ранее выкопанные дренажные канавы и мелиоративную сеть. Заместитель декана факультета почвоведения МГУ Владимир Гончаров считает, что требуется перенять западный опыт по двустороннему регулированию водного режима (в зависимости от наличия засухи или обилия влаги пропускать нужное количество воды, чтобы избегать высыхания или затопления земель). По его данным, в Голландии таким образом регулируется влажность 80 % торфяных земель, а в Финляндии — 100%.

## Тушение торфяных пожаров
Критически важным сезоном с точки зрения борьбы с торфяными пожарами является весна. Именно весной палы сухой травы на поверхности осушенных торфяников и заброшенных торфяных месторождений приводят к появлению многочисленных очагов тления торфа на огромных площадях.
Проще всего потушить очаг тления торфа на самой ранней стадии, когда он только начинает заглубляться в осушенный торфяник.
При дефиците воды совсем маленький очаг тления торфа можно просто выкопать целиком (горящий торф с прилегающими к нему слоями холодного торфа), сложить в жестяные ведра, корыта или тому подобные емкости, и перенести к ближайшему водоему, где вывалить в воду, и перемешать при необходимости до образования однородной холодной массы. При отсутствии водоема можно отнести горящий материал к участку с негорючим грунтом (песком, глиной) и перемешать лопатой до прекращения горения и полного охлаждения.
Если торфяник неглубокий, то выкапывать следует весь торф до подстилающего негорючего грунта, и весь торф, примыкающий к очагу (еще не горящий) на 20 см вокруг. Если торфяник глубокий и до подстилающего грунта больше, чем можно выкопать, то извлекается весь горящий торф и еще 10-15 см негорящего (холодного) торфа.
При наличии воды рядом в достаточном количестве нужно подавать воду в очаг (мотопомпой) и перемешивать лопатой до образования в очаге однородной холодной массы. При этом необходимо срезать лопатой примыкающие к очагу участки негорящего торфа и также перемешать с водой.
Перемешивать нужно не только горящий верхний слой (рыхлый, горячий), но и более нижние слои торфа (на 20-30 см ниже дна очага), тщательно измельчая торфяную массу и перемешивая ее с водой.Воду следует подавать компактной струей, размывая и перемешивая горящий торф. Желательно при этом дополнительно перемешивать полученную массу лопатами, разбивая комки и спекшиеся твердые участки. При таком способе подачи воды в среднем расход воды составляет около 1 тонны на кубический метр горящего материала.При наличии тяжелой гусеничной техники можно использовать ее для тушения торфяника на ранней стадии. Тушение производится также перемешиванием горящего торфа с влажным не горящим; желательно также перемешивание с подстилающим негорючим грунтом.
Нередко, особенно в весенний период, горящие очаги торфа можно в буквальном смысле слова утопить, создав временные плотины на осушительных канавах немного ниже горящего очага. Этот способ особенно хорош при небольшом удалении горящего очага от осушительной канавы и при его расположении не на возвышении.
При тушении глубоких торфяных пожаров, успевших развиться на большие площади, нередко тушение по всей площади становится нецелесообразным (не приводит к успеху в силу невозможности сосредоточить нужное количество техники, людей, из-за недостатка воды). Единственно возможной тактикой становится или обводнение (затопление) горящей площади, или создание вокруг горящих очагов глубоких (до подстилающего грунта) канав, заполненных водой, и борьба с новыми очагами, образующимися от переброса искр или горящего торфа на защищаемый участок.

### Проверка качества тушения
При любом способе тушения торфяного пожара необходимо тщательно проверять результат. Для этого после охлаждения участка и после того, как перестанут выделяться дым и пар, следует с осторожностью проверить рукой температуру полученной влажной массы торфа. Если масса холодная, следует прощупать рукой потушенный участок по краям и в глубину до дна. При глубоких очагах (более полуметра) следует, выждав до получаса после подачи воды, прокопать небольшой шурф, прощупывая температуру на разной глубине. Желательно прокопать до глубоких, заведомо не горевших, слоев торфа, до уровня грунтовых вод или до подстилающего негорючего минерального грунта. Если весь очаг холодный, и на всю глубину заполнен однородной холодной влажной массой торфа, можно считать его надежно потушенным, и переходить, при необходимости, к тушению следующего.
При этом даже проверенные очаги необходимо контролировать в дальнейшем, в течение примерно недели. Проверять их состояние желательно в утреннее или вечернее время, когда лучше заметен дым и лучше чувствуется запах горящего торфа, и лучше ощущается контраст температур тлеющей и холодной поверхностей. При обнаружении недотушенных участков необходимо продолжить работу по их заливанию водой с еще более тщательным перемешиванием. Если в течение недели тление в очаге не возобновилось, его можно считать надежно потушенным.

### Неэффективность сброса воды авиацией
По словам Артёма Зименко, командира Дружины охраны природы биологического факультета МГУ им. М. В. Ломоносова и координатора организации «Добровольные лесные пожарные», нельзя тушить торфяники с помощью авиации. Торфяник горит в глубине, а не у поверхности, и когда падающая с большой высоты вода ударяется о почву, в воздух вылетает горящая торфяная крошка, что приводит только к усилению пожара.
В 2007 году начальник управления МЧС по Владимирской области Сергей Мамеев заявлял в интервью: «…такая техника не подходит для тушения торфяников. Сброс воды на торфяник приведет к тому, что он разгорится в большей степени».
Координатор проектов по сохранению торфяных болот российской программы по сохранению водно-болотных угодий Татьяна Минаева в интервью радиостанции «Голос России» утверждала, что «сбрасывать на торфяной пожар сверху воду бесполезно».
В результате экспериментальных исследований тушения лесных пожаров, проведенных с использованием самолета ИЛ-76 МД, было выяснено, что глубина промачивания почвы после сброса воды составляет 5-7 см. Результаты докладывались на конференциях в 1999-2001 годах.